# Blue Moon Orchestra
Das Blue Moon Orchestra ist eine deutsche Swingband.

## Bandgeschichte
Das Blue Moon Orchestra wurde 2004 von dem Klarinettisten und Saxophonisten Marco Plitzner zusammen mit Blue Moon Music GbR (einer Vereinigung von Berufsmusikern) gegründet. Die Band hat sich auf die Musik der großen amerikanischen Big Bands der 30er und 40er Jahre spezialisiert, aber auch die Musik der deutschen Nachkriegsbands gehört zum Repertoire. Das Publikum erfährt in einer Moderation wissenswertes zu den jeweiligen Stücken, Komponisten und Musikern.
Bei überregionalen Auftritten wurden unter anderem Miro Nemec, Roberto Blanco, Thomas Anders, Lang Lang, Jörg Hegemann, Bill Ramsey und Hugo Strasser begleitet. Mit Hugo Strasser war das Orchester von 2009 bis 2016 regelmäßig auf Tournee.

## Besetzung
Das Blue Moon Orchestra tritt in der Besetzung fünf Saxophone/Klarinetten (Marco Plitzner, Ninette Soyez-Plitzner, Lena Baudler, Anja Meiler, Lisa Schuler), vier Trompeten (Frank Brixel, Jürgen Sprenger, Uli Böhm, Florian Schubert), vier Posaunen (Daniel Härich, Thomas Mück, Alex Morschhäuser, Armin Stawitzki), Klavier (Gordon Bär), Schlagzeug (Tobias Schirmer), Kontrabass (Götz Ommert) und Vocalgroup (Melissa Muther, Evelin Mahjour, Sandy Härtl und Franz Langer) auf.

## Diskographie
- Lichter der Großstadt (Blue Duke 2004)
- As, Long As I´m Swinging (Blue Duke 2007)
- Christmastime In Our Little Town (Blue Duke 2008)
- Kauf dir einen bunten Luftballon (Blue Duke 2009)
- The Story of the Big Bands (Blue Duke 2013)
- Memories of You (Blue Duke 2016)

## Auszeichnungen
- Künstler des Jahres 2007 (Goldenes Künstler-Magazin) in der Sparte Big Band[5]
- Fachmedienpreis 2008 des Bauer-Showtreffs[6]
- Künstler des Jahres 2009 (Goldenes Künstler-Magazin) in der Sparte Big Band
- Künstler des Jahres 2015 (Goldenes Künstler-Magazin) in der Sparte Beste Musikshow[7]